# Нидерландская военная экспедиция в Новую Гвинею (1907—1915)
Нидерландская военная экспедиция в Новую Гвинею (1907—1915) (нид. Militaire exploratie van Nieuw-Guinea) — последняя крупная колониальная кампания, проводившаяся в Нидерландской Ост-Индии силами колониальных войск, которая была предпринята после рекомендаций в 1906 году со стороны военного инспектора Хендрика Колина и Йохана Бенедикта ван Хейтса, генерал-губернатора Нидерландской Ост-Индии, для изучения и реальной колонизации внутренних областей принадлежавшей голландцам западной части острова Новая Гвинея, которая на тот момент была практически не исследована и фактически не подчинялась голландским колониальным властям. В конечном итоге были составлены маршруты для разведки территорий на юге, западе и севере западной части острова.
Было сформировано три вооружённых разведывательных отряда, и каждый из них в той или иной форме существовал и действовал на протяжении нескольких лет, хотя так называемый «западный» отряд начал свои действия только в 1910 году. В 1913 году произошла встреча «северного» и «южного» отрядов у реки Мамберамо, после чего они были объединены.
Совместно они исследовали и присоединили к Нидерландской Ост-Индии около 300 000 км² ранее не исследованной и неизвестной европейцам территории. В ходе экспедиции погибло 140 нидерландских солдат, и несколько сотен папуасов.
Участники экспедиции занимались также астрономическими наблюдениями, картографированием местности, ботаническими и этнографическими исследованиями. Материалы об экспедиции после её завершения были напечатаны лишь в доступных узкому кругу лиц нидерландских военных журналах, поэтому вплоть до начала XXI века оставались фактически неизвестными широкой общественности.